# Detlef Kirchhoff
Detlef Kirchhoff (Halberstadt, RDA, 21 de mayo de 1967) es un deportista alemán que compitió para la RDA en remo.
Participó en cuatro Juegos Olímpicos de Verano, entre los años 1988 y 2000, obteniendo tres medallas, plata en Seúl 1988 (dos con timonel), bronce en Barcelona 1992 (ocho con timonel) y plata en Atlanta 1996 (ocho con timonel).
Ganó cuatro medallas en el Campeonato Mundial de Remo entre los años 1990 y 1998.

## Palmarés internacional
| Representando a la RDA   |                          |                   |                    |
| Juegos Olímpicos         |                          |                   |                    |
| Año                      | Lugar                    | Medalla           | Prueba             |
| 1988                     | Seúl (Corea del Sur)     | Medalla de plata  | Dos con timonel    |
| Campeonato Mundial       |                          |                   |                    |
| Año                      | Lugar                    | Medalla           | Prueba             |
| 1990                     | Tasmania (Australia)     | Medalla de oro    | Cuatro con timonel |
| Representando a Alemania |                          |                   |                    |
| Juegos Olímpicos         |                          |                   |                    |
| Año                      | Lugar                    | Medalla           | Prueba             |
| 1992                     | Barcelona (España)       | Medalla de bronce | Ocho con timonel   |
| 1996                     | Atlanta (Estados Unidos) | Medalla de plata  | Ocho con timonel   |
| Campeonato Mundial       |                          |                   |                    |
| Año                      | Lugar                    | Medalla           | Prueba             |
| 1993                     | Račice (República Checa) | Medalla de plata  | Dos sin timonel    |
| 1995                     | Tampere (Finlandia)      | Medalla de oro    | Ocho con timonel   |
| 1998                     | Colonia (Alemania)       | Medalla de oro    | Dos sin timonel    |